# Six World Trade Center

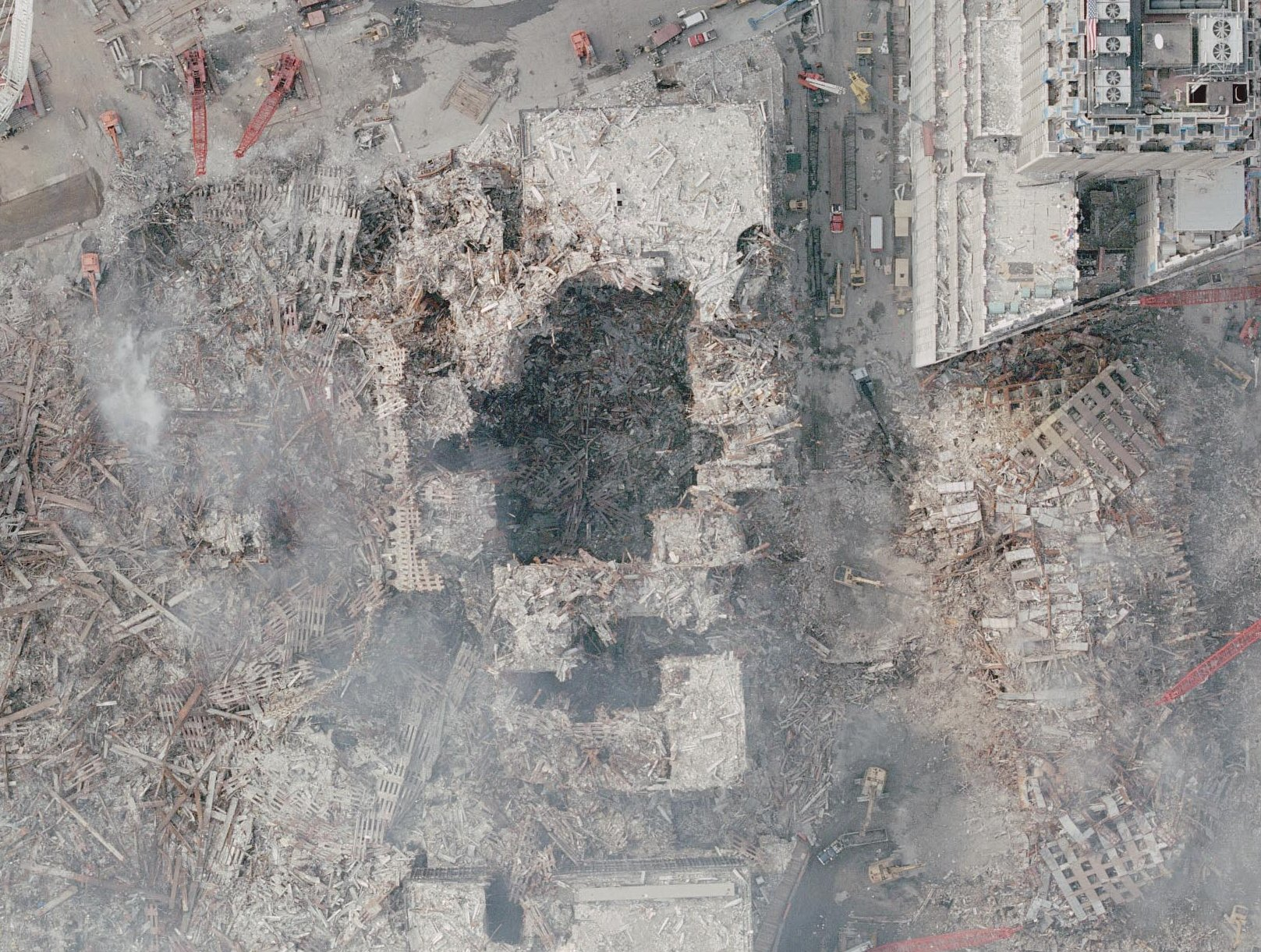
Imagem aérea da NOAA do 6 WTC após os atentados de 11 de setembro de 2001.

Seis World Trade Center era um edifício de oito andares em Lower Manhattan, na cidade de Nova Iorque. Tinha 49 953 m² de área e sete andares construído na Baixa Manhattan, como parte do complexo do World Trade Center, em Nova York. A construção ficou pronta em 1975. Foi sériamente danificado nos Ataques de 11 de Setembro de 2001, após o colapso da 1 World Trade Center e da 2 World Trade Center.
Restos da Torre Norte encobriram o 6 WTC, produzindo uma profunda cratera na cave do edifício. Ele foi demolido para dar lugar à uma nova construção. Para tal, a empresa AMEC enfraqueceu sua estrutura e, que em seguida, foi puxada para baixo por cabos.

## Lojistas
- United States Department of Commerce
- Bureau of Alcohol, Tobacco and Firearms
- United States Department of Agriculture - Administrator, Animal and Plant Health Inspection Service (AAPHIS)
- United States Department of Labor
- Export-Import Bank of the U.S.
- Eastco Building Services (building management)